# H.H. Asquith
Herbert Henry Asquith (født 12. september 1852, død 15. februar 1928) var en britisk liberal premierminister (1908-16) og den første jarl af Oxford og Asquith (fra 1925). Hans vigtigste beslutning som premierminister var at indføre offentlige pensioner og andre sociale ydelser.
Han blev kaldt Herbert i sin familie, men Henry af sin anden hustru, Margot Asquith. Offentligheden kendte ham dog kun som H.H. Asquith. Politikeren og forfatteren Roy Jenkins skrev i sin biografi om Asquith, at "Der har været få store nationale skikkelser, hvis fornavne var mindre kendte i offentligheden." Efter han blev adlet i 1925 som Lord Oxford.

## Før premierministertiden
Asquith blev født i en middelklassefamilie i West Yorkshire. I 1863 flyttede han til London for at bo hos sin onkel og gå på privatskole. Han blev uddannet i klassiske studier ved Balliol College i Oxford Universitet, 1870-74. Derefter blev han fellow ved samme college, samtidig med at han gik i lære som advokat.
Fra 1876 fungerede Asquith som advokat, og i 1886 blev han valgt til parlamentet. Hans første ministerpost var som indenrigsminister 1892-95. Herefter kom det Liberale Parti i opposition i 10 år, men i 1905 genvandt de regeringsmagten, og Asquith blev Chancellor of the Exchequer (finansminister).

## Premierminister 1908-16
Henry Campbell-Bannerman måtte trække sig tilbage som premierminister på grund af sygdom i 1908, og herefter overtog Asquith posten.
I løbet af sin premierministertid indførte Asquith bl.a. offentlige pensioner, hvilket blev skarpt kritiseret af oppositionen, det Konservative Parti. Hans regering blev også involveret i et maritimt våbenkapløb med Tyskland før første verdenskrig.
De sociale forandringer, som Asquith indførte, og de Konservatives modstand mod dem, resulterede i, at 1910 blev et turbulent år med hele to parlamentsvalg. Det første, i januar, resulterede i et parlament, hvor intet parti havde absolut flertal, og selv om de Konservative havde flest mandater, fortsatte Asquith i en mindretalsregering med støtte fra irske nationalister. Det samme blev resultatet efter valget i december.
Prisen for de irske nationalisters støtte var vedtagelsen af en udvidelse af det irske hjemmestyre, som imidlertid blev suspenderet ved udbruddet af første verdenskrig i 1914. Den 4. august 1914 erklærede Asquith krig mod Tyskland som følge af Tysklands invasion af Belgien, hvis neutralitet Storbritannien havde forpligtet sit til at beskytte i en traktat fra 1839.
Regeringen gik i opløsning den 25. maj 1915 efter et militært nederlag, men Asquith fortsatte som premierminister og dannede en koalitionsregering med de Konservative. Mange var dog stadig utilfredse med Asquiths regeringsførelse under krigen, og den 5. december 1916 blev han presset til at gå af og overlade premierministerposten til sin partifælle David Lloyd George.

## Efter premierministertiden
Asquith forblev imidlertid leder af partiet indtil 1926, også selv om han mistede sin plads i parlamentet ved valget i 1918. Allerede i 1920 blev han dog genvalgt, da valgkredsen Paisleys parlamentsplads blev ledig.
I 1925 blev han adlet som Viscount Asquith af Morley og Earl of Oxford and Asquith. Han havde mistet sin plads i Underhuset igen i 1924, så da han blev adlet, tog han plads i Overhuset.
Asquith døde i 1928 i sit hjem i Berkshire. Han havde fået 10 børn, heraf de syv overlevende ham. Blandt hans efterkommere er hans oldebarn skuespillerinden Helena Bonham Carter.